# Michèle Bokanowski
Michèle Bokanowski (Canes, França, 9 d'agost de 1943) és una compositora francesa
Formada en música tradicional, va continuar els seus estudis de composició a París amb Michel Puig i de música electrònica el 1970 al Service de la recherche de l'ORTF (ORTF) dirigit per Pierre Schaeffer. També va estudiar música informàtica a la Facultat de Vincennes i música electrònica amb Eliane Radigue.
Després de completar els seus estudis, Bokanowski va treballar com a compositora. Es va casar amb Patrick Bokanowski i sovint col·labora amb ell per al cinema, Catheringe Dasté per a obres teatrals i els coreògrafs Hideyuki Yano, Marceline Lartigue i Bernardo Montet per a la dansa.

## Feines
Bokanowski compon música per a concerts, pel·lícules, televisió, teatre i ball. La seva feina inclou:
- Korè for one pianist
- Trois chambres d’inquiétude
- Tabou
- Chant d’ombre
- Cirque

També va compondre les següents bandes sonores:
- 2008 Battements solaires (short)
- 2002 Le canard à l'orange (short)
- 1998 Flammes (short)
- 1998 Fugue (short)
- 1994 Au bord du lac (short)
- 1992 The Beach (short)
- 1984 La part du hasard
- 1982 The Angel
- 1974 Déjeuner du matin (short)
- 1972 The Woman Who Powders Herself (short)[5]

La seva feina ha estat enregistrada i publicada, incloent:
- L'Ange (CD, Album) trAce, 2003
- L'Étoile Absinthe / Chant D'Ombre (CD, Ltd) Optical Sound, 2010
- Tabou (CD, Mini) Metamkine, 1992
- Trois Chambres D'Inquiétude (CD, Ltd, EP), Elevator Bath, 2000
- L'Étoile Absinthe (CD, Mini) Metamkine, 2002
- Cirque (CD) Empreintes DIGITALes, 1995
- Pour Un Pianiste (CD) trAce, 2005
- Michèle Bokanowski (CD) trAce, 2009[3]